# Neomycin
Neomycin je aminoglykosidové antibiotikum používané povrchovou aplikací například ve formě krémů, mastí nebo očních kapek.

## Použití
Neomycin se používá převážně ve formě topických (povrchových) přípravků, jako je např. Neosporin. Lze ho podávat i orálně, obvykle v kombinaci s jinými antibiotiky. Neomycin se z trávicího traktu nevstřebává a používá se jako prevence proti jaterní encefalopatii a hypercholesterolémii. Ničením bakterií v trávicí soustavě snižuje hladinu amoniaku a zabraňuje vzniku jaterní encefalopatie, zvláště před chirurgickými zákroky na zažívacím systému. Používá se i při přemnožení bakterií v tenkém střevě. Nepodává se nitrožilně, je extrémně nefrotoxický (způsobuje poškození ledvin), zvláště v porovnání s jinými aminoglykosidy. Jedinou výjimkou je, když je neomycin ve velmi malých dávkách přidán jako konzervant do některých vakcín – typicky 0,025 mg v jedné dávce.

## Molekulární biologie
Rezistence proti neomycinu je propůjčována jedním nebo dvěma geny aminoglykosidové fosfotransferázy. Gen neo je běžně obsažen v DNA plazmidů používaných molekulárními biology k přípravě stabilních kultur buněk savců expresí klonovaných bílkovin v kultuře. Mnoho komerčně dostupných plazmidů pro expresi bílkovin obsahuje neo jako selektovatelný marker. Je-li kultura ošetřena neomycinem nebo jiným podobným antibiotikem, netransfektované buňky nakonec vymřou. Pro prokaryota lze použít neomycin nebo kanamycin, pro eukaryota je však obecně potřeba genecitin (G418).

## Spektrum účinku
Podobně jako jiné aminoglykosidy má neomycin výtečnou účinnost proti gramnegativním bakteriím a částečnou proti grampozitivním bakteriím. Je pro člověka relativně toxický a mnoho lidí na něj má alergii. Lékaři často doporučují používat antibiotické masti bez neomycinu, například Polysporin.

## Historie
Neomycin byl objeven v roce 1949 mikrobiologem Selmanem Waksmanem a jeho studentem Hubertem Lechevalierem na Rutgers University. Je přirozeně produkován bakterií Streptomyces fradiae.